# Fedor von Kleist
Pour les articles homonymes, voir Kleist.
Fedor Benno Constantin von Kleist (né le 26 avril 1812 à Reichenau, arrondissement d'Osterode-en-Prusse-Orientale (de), et mort le 25 juin 1871 à Rheinfeld, arrondissement de Karthaus est un général de division prussien.

## Biographie

### Origine
Fedor est issu de la branche latérale de Kowalk-Warmin d'une ancienne famille aristocratique de Poméranie. Il était le fils du capitaine de cavalerie prussien Christian Friedrich Heinrich von Kleist (1769-1812), seigneur de Groß-Boldekow et Geitberg, et de son épouse Charlotte Sophie, née Ehrlich (1779-1849).

### Carrière militaire
Après le lycée de Dantzig, Kleist s'engage le 1er avril 1829 dans le 8e régiment de cuirassiers (de) de l'armée prussienne et est promu sous-lieutenant en 1838. S'ensuit alors une période de service de 19 ans en tant qu'adjudant de régiment sous trois commandants de régiment différents. Il devient Rittmeister et après deux ans de plus après 25 ans de service chef d'escadron à Wohlau. Dès lors, sa progression s'accélère : en 1858, il devint officier d'état-major régulier du 8e régiment d'uhlans dans la nouvelle garnison de Riesenberg. Un an plus tard, le roi lui confie le commandement du 8e régiment d'uhlans de Landwehr et le 5 juillet 1860, il devient commandant du 4e régiment d'uhlans. Il dirige ce régiment pendant six ans.
En 1863, il conduit son régiment à la frontière entre la Prusse et la Russie, car des nationalistes polonais ont déclenché une révolte contre la domination russe en Pologne russe. Son régiment et d'autres troupes prussiennes ont pour mission d'empêcher la propagation de l'insurrection polonaise aux régions prussiennes majoritairement peuplées de Polonais, notamment dans la province de Posnanie, ce qui est un succès. Après avoir réprimé dans le sang l'insurrection polonaise contre l'Empire russe, l'empereur Alexandre II lui décerne l'ordre de Saint-Stanislas de 2e classe avec couronne. Le roi Guillaume Ier de Prusse lui décerne l'ordre de l'Aigle rouge de 3e classe. Lors de la guerre austro-prussienne de 1866, le régiment de Kleist est affecté à la 1re armée du prince Charles de Prusse. Le régiment forme la cavalerie divisionnaire de la 4e division d'infanterie et participe à la bataille de Münchengrätz. Lors de la bataille de Sadowa, Kleist se distingue particulièrement en avançant avec son régiment depuis Sadowa. Du haut d'une colline, il remarque que les cuirassiers autrichiens ont repoussé deux régiments de cavalerie prussiens et les poursuivent. Sans attendre d'ordre, Kleist, précédant son régiment, attaque les Autrichiens. Ceux-ci, surpris par cette attaque inattendue, sont jetés et se dispersent. Kleist lui-même est grièvement blessé d'un coup de sabre sur la tête lors de cette attaque. Le roi Guillaume et le prince héritier prussien Frédéric-Guillaume félicitent le blessé pour son initiative et son courage et lui décernent l'ordre de la Couronne de 3e classe avec épées.
Après la fin de la guerre, Kleist est nommé commandant de la 22e brigade de cavalerie à Cassel, avec une position à la suite de son régiment. Mais il s'avère bientôt que la blessure causée par le coup de sabre a été plus grave que prévu. Il est malade et souffre particulièrement de vertiges. Il doit donc demander son départ et est mis à disposition le 7 juillet 1868 avec l'attribution du caractère de général de division. Le 23 janvier 1870, Kleist reçoit encore l'ordre de l'Aigle rouge de 2e classe avec feuilles de chêne. Son état de santé continue à se dégrader, il est victime d'une attaque cérébrale et meurt le 25 juin 1871 à Rheinfeld.

### Famille
Il se marie le 10 octobre 1847 avec Rosamunde von Kleist (1827–1875), fille de l'administrateur d'arrondissement Georg von Kleist. De ce mariage naissent le général de cavalerie Georg von Kleist et leur fille Mathilde (1859-1929), qui se marie en 1878 avec le futur lieutenant général prussien Felix Viktor von Hepke (de).